# شارل فيريون
شارل فيريون (بالفرنسية: Charles Virion)‏ (ولد في أجاكسيو في 1 ديسمبر 1865 – ومات في مونتيني سور لوان في 30 ديسمبر 1946) نحات وخزاف، معظم أعماله للحيوانات. 
درس النحت في باريس على يد جان بول أوبيه، وشارل غوتييه. وكان يعرض أعماله في صالون الفنانين الفرنسيين (صالون دو أرتيست فرانسيه) من عام 1886 حتى ثلاثينات القرن العشرين. 
فاز بميدالية برونزية في المعرض العالمي في باريس في عام 1900. كما عرض في معرض صالون دو أنيمالييه بعد عام 1913.
بعد الحرب العالمية الأولى شيد نصباً تذكارية في عدة بلديات فرنسية منها مونتيني سور لوان ، نيمو ، لا جينيفراي ، أربون لافوريت.